# Heterotentacula mirabilis
Heterotentacula mirabilis is een hydroïdpoliep uit de familie Heterotentaculidae. De poliep komt uit het geslacht Heterotentacula. Heterotentacula mirabilis werd in 1957 voor het eerst wetenschappelijk beschreven door Kramp. 